# Choroterpes
Choroterpes is een geslacht van haften (Ephemeroptera) uit de familie Leptophlebiidae.

## Soorten
Het geslacht Choroterpes omvat de volgende soorten:
- Choroterpes albiannulata
- Choroterpes atlas
- Choroterpes basalis
- Choroterpes borbonica
- Choroterpes gregoryi
- Choroterpes hainanensis
- Choroterpes inornata
- Choroterpes lesbosensis
- Choroterpes mairena
- Choroterpes ndebele
- Choroterpes nervosa
- Choroterpes nigrescens
- Choroterpes pacis
- Choroterpes petersi
- Choroterpes picteti
- Choroterpes prati
- Choroterpes proba
- Choroterpes salamannai
- Choroterpes terratoma
- Choroterpes ungulus
- Choroterpes volubilis